# Општина Каборка (Сонора)
Каборка (шп. Caborca) општина је у Мексику у савезној држави Сонора. Општина се налази на надморској висини од 280 м.

## Становништво
Према подацима из 2010. у општини је живело 81309 становника.

### Хронологија
| Година       | 2000                  | 2005                  | 2010                  |
| ------------ | --------------------- | --------------------- | --------------------- |
| Становништво | 69516 (35278 / 34238) | 70113 (35284 / 34829) | 81309 (41370 / 39939) |

### Попис
| \| \| м \| \| \| ж \| \| 0—2 \| 2.523 \| \| \| 2.343 \| \| 3—5 \| 2.637 \| \| \| 2.457 \| \| 6—11 \| 4.855 \| \| \| 4.789 \| \| 12—14 \| 2.391 \| \| \| 2.238 \| \| 15—17 \| 2.437 \| \| \| 2.302 \| \| 18—24 \| 5.515 \| \| \| 5.119 \| \| 60+ \| 3.185 \| \| \| 3.182 \| \| Просек : \| 28,5 \| \| \| 28,9 \| |       |  |  |       |
| |       |  |  |       |
| | м     |  |  | ж     |
| 0—2 | 2.523 |  |  | 2.343 |
| 3—5 | 2.637 |  |  | 2.457 |
| 6—11 | 4.855 |  |  | 4.789 |
| 12—14 | 2.391 |  |  | 2.238 |
| 15—17 | 2.437 |  |  | 2.302 |
| 18—24 | 5.515 |  |  | 5.119 |
| 60+ | 3.185 |  |  | 3.182 |
| Просек : | 28,5  |  |  | 28,9  |

| #   | Индикатор                                                                                        | Вредност |
| --- | ------------------------------------------------------------------------------------------------ | -------- |
| 1   | Становништво од 0 до 2 године                                                                    | 4866     |
| 2   | Мушко становништво од 0 до 2 године                                                              | 2523     |
| 3   | Женско становништво од 0 до 2 године                                                             | 2343     |
| 4   | Становништво са 3 и више година                                                                  | 76249    |
| 5   | Мушко становништво са 3 и више година                                                            | 38752    |
| 6   | Женско становништво са 3 и више година                                                           | 37497    |
| 7   | Становништво са 5 и више година                                                                  | 72796    |
| 8   | Мушко становништво са 5 и више година                                                            | 36985    |
| 9   | Женско становништво са 5 и више година                                                           | 35811    |
| 10  | Становништво са 12 и више година                                                                 | 61511    |
| 11  | Мушко становништво са 12 и више година                                                           | 31260    |
| 12  | Женско становништво са 12 и више година                                                          | 30251    |
| 13  | Становништво са 15 и више година                                                                 | 56882    |
| 14  | Мушко становништво са 15 и више година                                                           | 28869    |
| 15  | Женско становништво са 15 и више година                                                          | 28013    |
| 16  | Становништво са 18 и више година                                                                 | 52143    |
| 17  | Мушко становништво са 18 и више година                                                           | 26432    |
| 18  | Женско становништво са 18 и више година                                                          | 25711    |
| 19  | Становништво од 3 до 5 година                                                                    | 5094     |
| 20  | Мушко становништво од 3 до 5 година                                                              | 2637     |
| 21  | Женско становништво од 3 до 5 година                                                             | 2457     |
| 22  | Становништво од 6 до 11 година                                                                   | 9644     |
| 23  | Мушко становништво од 6 до 11 година                                                             | 4855     |
| 24  | Женско становништво од 6 до 11 година                                                            | 4789     |
| 25  | Становништво од 8 до 14 година                                                                   | 11018    |
| 26  | Мушко становништво од 8 до 14 година                                                             | 5662     |
| 27  | Женско становништво од 8 до 14 година                                                            | 5356     |
| 28  | Становништво од 12 до 14 година                                                                  | 4629     |
| 29  | Мушко становништво од 12 до 14 година                                                            | 2391     |
| 30  | Женско становништво од 12 до 14 година                                                           | 2238     |
| 31  | Становништво од 15 до 17 година                                                                  | 4739     |
| 32  | Мушко становништво од 15 до 17 година                                                            | 2437     |
| 33  | Женско становништво од 15 до 17 година                                                           | 2302     |
| 34  | Становништво од 18 до 24 године                                                                  | 10634    |
| 35  | Мушко становништво од 18 до 24 године                                                            | 5515     |
| 36  | Женско становништво од 18 до 24 године                                                           | 5119     |
| 37  | Женско становништво од 15 до 49 година                                                           | 21563    |
| 38  | Становништво са 60 и више година                                                                 | 6367     |
| 39  | Мушко становништво са 60 и више година                                                           | 3185     |
| 40  | Женско становништво са 60 и више година                                                          | 3182     |
| 41  | Однос између мушкараца и жена                                                                    | 103.58   |
| 42  | Становништво од нуле до 14 година                                                                | 24233    |
| 43  | Становништво од 15 до 64 године                                                                  | 52615    |
| 44  | Становништво од 65 година и више                                                                 | 4267     |
| 45  | Просечан број деце                                                                               | 2.41     |
| 46  | Становништво рођено у ентитету                                                                   | 63196    |
| 47  | Мушко становништво рођено у ентитету                                                             | 31678    |
| 48  | Женско становништво рођено у ентитету                                                            | 31518    |
| 49  | Становништво рођено у другом ентитету                                                            | 16885    |
| 50  | Мушко становништво рођено у другом ентитету                                                      | 9079     |
| 51  | Женско становништво рођено у другом ентитету                                                     | 7806     |
| 52  | Становништво од 5 година и више резидентно у ентитету у јуну 2005. године                        | 67791    |
| 53  | Мушко становништво старосног доба од 5 година и више, резидентно у ентитету у јуну 2005. године  | 34038    |
| 54  | Женско становништво старосног доба од 5 и више година, резидентно у ентитету у јуну 2005. године | 33753    |
| 55  | Становништво од 5 година и више које је живело у другом ентитету у јуну 2005. године             | 3460     |
| 56  | Мушко становништво старије од 5 година које је живело у другом ентитету у јуну 2005. године      | 2035     |
| 57  | Женско становништво старије од 5 година које је живело у другом ентитету у јуну 2005. године     | 1425     |
| 58  | Становништво од 3 године и више које говори аутохтони језик                                      | 1116     |
| 59  | Мушко становништво старо 3 године и више које говори аутохтони језик                             | 683      |
| 60  | Женско становништво старо 3 године и више које говори аутохтони језик                            | 433      |
| 61  | Становништво од 3 године и више које говори аутохтони језик и не говори шпански језик            | 8        |
| 62  | Мушко становништво старо 3 године и више које говори аутохтони језик и не говори шпански         | 2        |
| 63  | Женско становништво старо 3 године и више које говори аутохтони језик и не говори шпански језик  | 6        |
| 64  | Становништво старо 3 године и више које говори аутохтони језик и шпански                         | 933      |
| 65  | Мушко становништво старо 3 године и више које говори аутохтони језик и шпански                   | 570      |
| 66  | Женско становништво старо 3 године и више које говори аутохтони језик и шпански                  | 363      |
| 67  | Становништво од 5 година и више које говори аутохтони језик                                      | 1102     |
| 68  | Становништво од 5 година и више које говори аутохтони језик и не говори шпански језик            | 7        |
| 69  | Становништво од 5 година и више које говори аутохтони језик и говори шпански језик               | 923      |
| 70  | Становништво у домородачким домаћинствима                                                        | 1766     |
| 71  | Становништво са ограничењима у активностима                                                      | 4146     |
| 72  | Становништво са ограниченим ходањем или кретањем, горе или доле                                  | 2258     |
| 73  | Становници са ограничењима вида, чак и уз кориштење сочива                                       | 1473     |
| 74  | Становништво са ограничењима говора, комуникације или конверзације                               | 380      |
| 75  | Становништво са ограниченим слухом                                                               | 385      |
| 76  | Становништво са ограничењима при одевању, купању или јелу                                        | 295      |
| 77  | Становништво са ограничењима у опажању или учењу једноставних ствари                             | 222      |
| 78  | Становништво са менталним ограничењима                                                           | 313      |
| 79  | Становништво без ограничења активности                                                           | 76607    |
| 80  | Становништво од 3 до 5 година које не похађа школу                                               | 2844     |
| 81  | Мушко становништво од 3 до 5 година које не похађа школу                                         | 1460     |
| 82  | Женско становништво од 3 до 5 година које не похађа школу                                        | 1384     |
| 83  | Становништво од 6 до 11 година које не похађа школу                                              | 324      |
| 84  | Мушко становништво од 6 до 11 година које не похађа школу                                        | 166      |
| 85  | Женско становништво од 6 до 11 година које не похађа школу                                       | 158      |
| 86  | Становништво од 12 до 14 година које не похађа школу                                             | 471      |
| 87  | Мушко становништво од 12 до 14 година које не похађа школу                                       | 263      |
| 88  | Женско становништво од 12 до 14 година које не похађа школу                                      | 208      |
| 89  | Становништво од 15 до 17 година похађа школу                                                     | 2837     |
| 90  | Мушко становништво од 15 до 17 година похађа школу                                               | 1452     |
| 91  | Женско становништво између 15 и 17 година живота у школи                                         | 1385     |
| 92  | Становништво од 18 до 24 године похађа школу                                                     | 2401     |
| 93  | Мушко становништво од 18 до 24 године похађа школу                                               | 1222     |
| 94  | Женско становништво од 18 до 24 године похађа школу                                              | 1179     |
| 95  | Становништво од 8 до 14 година које не може да чита и пише                                       | 327      |
| 96  | Мушко становништво старосног доба од 8 до 14 година које не може да чита и пише                  | 195      |
| 97  | Женско становништво старосног доби од 8 до 14 година које не може да чита и пише                 | 132      |
| 98  | Становништво од 15 година и више које је неписмено                                               | 2518     |
| 99  | Мушко становништво од 15 година и више које је неписмено                                         | 1272     |
| 100 | Женско становништво од 15 година и више које је неписмено                                        | 1246     |
| 101 | Становништво старо 15 и више година без школовања                                                | 3227     |
| 102 | Мушко становништво старо 15 и више година без школовања                                          | 1644     |
| 103 | Женско становништво старо 15 и више година без школовања                                         | 1583     |
| 104 | Становништво старосног доба 15 и више година са непотпуним основним образовањем                  | 8565     |
| 105 | Мушко становништво старосног доба од 15 година и више са непотпуном основним образовањем         | 4479     |
| 106 | Женско становништво старосног доба 15 и више година са непотпуном основним образовањем           | 4086     |
| 107 | Становништво старо 15 и више година са комплетним основним образовањем                           | 8354     |
| 108 | Мушко становништво старо 15 година и више са комплетним основним образовањем                     | 4289     |
| 109 | Женско становништво старо 15 и више година са комплетним основним образовањем                    | 4065     |
| 110 | Становништво старосног доба 15 и више година са непотпуним средњим образовањем                   | 3882     |
| 111 | Мушко становништво старосног доба од 15 година и више са непотпуним средњим образовањем          | 2097     |
| 112 | Женско становништво старосног доба од 15 година и више са непотпуним средњим образовањем         | 1785     |
| 113 | Становништво старо 15 и више година са пуним секундарном образовањем                             | 13305    |
| 114 | Мушко становништво старосног доба од 15 година и више са пуним секундарном образовањем           | 6725     |
| 115 | Женско становништво старосног доба од 15 година и више са пуним секундарном образовањем          | 6580     |
| 116 | Становништво старије од 18 година са постосновним образовањем                                    | 17447    |
| 117 | Мушко становништво старије од 18 година са постосновним образовањем                              | 8679     |
| 118 | Женско становништво старије од 18 година са постосновним образовањем                             | 8768     |
| 119 | Просечна оцена школовања                                                                         | 8.5      |
| 120 | Просечан ниво образовања мушке популације                                                        | 8.44     |
| 121 | Просечан ниво образовања женског становништва                                                    | 8.56     |
| 122 | Економски активно становништво                                                                   | 35026    |
| 123 | Економски активна мушка популација                                                               | 23874    |
| 124 | Економски активна женска популација                                                              | 11152    |
| 125 | Становништво које није економски активно                                                         | 26284    |
| 126 | Мушко становништво које није економски активно                                                   | 7256     |
| 127 | Женско становништво које није економски активно                                                  | 19028    |
| 128 | Запослено становништво                                                                           | 33698    |
| 129 | Запослено мушко становништво                                                                     | 22935    |
| 130 | Запослено женско становништво                                                                    | 10763    |
| 131 | Незапослена популација                                                                           | 1328     |
| 132 | Незапослена мушка популација                                                                     | 939      |
| 133 | Незапослена женска популација                                                                    | 389      |
| 134 | Становништво без права на здравствене услуге                                                     | 23674    |
| 135 | Становништво које има право на здравствене услуге                                                | 57359    |
| 136 | Становништво које има право на ИМСС                                                              | 31259    |
| 137 | Становништво које има право на социјално осигурање                                               | 3137     |
| 138 | Становништво које има право на државно социјално осигурање                                       | 2754     |
| 139 | Становништво које има право на опште осигурање или здравствено осигурање за нову генерацију      | 19254    |
| 140 | Становништво које је било једном или није било у браку током 12 година и више                    | 20161    |
| 141 | Венчано или уједињено становништво од 12 година и више                                           | 34862    |
| 142 | Становништво које је било у браку или уједињено 12 година и више                                 | 6402     |
| 143 | Становништво са католичком религијом                                                             | 67321    |
| 144 | Протестанти, еванђелисти и библијски следбеници различити од еванђелиста                         | 7357     |
| 145 | Становништво са другим религијама различитим од претходних                                       | 38       |
| 146 | Становништво без религије                                                                        | 5744     |
| 147 | Укупно пописаних домаћинства                                                                     | 21359    |
| 148 | Пописна домаћинства на челу са мушкарцима                                                        | 16360    |
| 149 | Пописна домаћинства на челу са женама                                                            | 4999     |
| 150 | Становништво у пописним домаћинствима                                                            | 79550    |
| 151 | Становништво у пописним домаћинствима на челу са мушкарцима                                      | 63033    |
| 152 | Становништво у пописним домаћинствима на челу са женама                                          | 16517    |
| 153 | Укупно домаћинстава                                                                              | 27496    |
| 154 | Укупно насељених домаћинстава                                                                    | 21440    |
| 155 | Укупно приватних кућа                                                                            | 27415    |
| 156 | Насељени приватни домови                                                                         | 21359    |
| 157 | Укупно насељених приватних кућа                                                                  | 21415    |
| 158 | Ненасељене приватне куће                                                                         | 4180     |
| 159 | Појединачна домаћинства за привремену употребу                                                   | 1876     |
| 160 | Становници у насељеним приватним кућама                                                          | 79550    |
| 161 | Насељеност станара у приватним становима                                                         | 3.72     |
| 162 | Просечно становника по соби у приватним насељеним домаћинствима                                  | 1.01     |
| 163 | Појединачна домаћинства са подовима од различитих материјала од земље                            | 20239    |
| 164 | Појединачна домаћинства у приземљу                                                               | 1002     |
| 165 | Појединачна домаћинства са једном спаваћом собом                                                 | 7752     |
| 166 | Појединачна домаћинства са две спаваће собе и више                                               | 13513    |
| 167 | Појединачна домаћинства са једним собом                                                          | 1600     |
| 168 | Појединачна домаћинства са две собе                                                              | 3764     |
| 169 | Појединачна домаћинства са 3 собе и више                                                         | 15892    |
| 170 | Појединачна домаћинства која имају електрично светло                                             | 20993    |
| 171 | Појединачна домаћинства која немају електрично светло                                            | 287      |
| 172 | Појединачна домаћинства која имају водоводну воду у стамбеном простору                           | 20461    |
| 173 | Појединачна домаћинства која немају водоводну воду у стамбеном простору                          | 795      |
| 174 | Појединачна домаћинства која имају тоалет                                                        | 20722    |
| 175 | Појединачна домаћинства која имају канализацију                                                  | 18546    |
| 176 | Појединачна домаћинства која немају канализацију                                                 | 2688     |
| 177 | Појединачна домаћинства која имају електрично светло, довод воде из јавне мреже и канализацију   | 18110    |
| 178 | Појединачна домаћинства без икаквих услова                                                       | 184      |
| 179 | Појединачна домаћинства која имају радио                                                         | 16772    |
| 180 | Појединачна домаћинства која имају телевизор                                                     | 20505    |
| 181 | Појединачна домаћинства која имају фрижидер                                                      | 19987    |
| 182 | Појединачна домаћинства која имају машину за веш                                                 | 16060    |
| 183 | Појединачна домаћинства која имају аутомобил или комби                                           | 14701    |
| 184 | Појединачна домаћинства која имају рачунар                                                       | 7515     |
| 185 | Појединачна домаћинства која имају фиксну телефонску линију                                      | 7668     |
| 186 | Појединачна домаћинства која имају мобилни телефон                                               | 18118    |
| 187 | Појединачна домаћинства која имају приступ интернету                                             | 5680     |